# Goldberggruppen
Goldberggruppen er en bjerggruppe i Alperne i Østrig og er en del af bjergkæden Hohe Tauern. Goldberggruppen ligger i delstaterne Salzburg og Kärnten, og det højeste bjerg er Hocharn med en højde på 3.254 moh. Andre kendte bjerge i Goldberggruppen er Hoher Sonnblick med en højde af 3.106 moh. og Schareck med 2.123 moh.
Goldberggruppen befinder sig i den østlige halvdel af Hohe Tauern. I den vestlige del af bjerggruppen ligger den kendte alpine pasvej Großglockner-Hochalpenstraße og i den østlige del ligger den Østrigske hovedjernbanestrækning Tauernbahn.
Bjerggruppens navn kommer af de guldrigdomme, som tidligere fandtes i bjergene, og i Raurisdalen kan man endnu vaske guld. Bjergene med navnene Goldbergspitze og Goldzechkopf minder om de guldminer, som tidligere fandtes i Hohe Tauern.
Goldberggruppen grænser op til følgende bjerggrupper i Alperne:
- Ankogelgruppen (mod øst)
- Kreuzeckgruppen (mod syd)
- Schoberggruppen (mod sydvest)
- Glocknergruppen (mod nordvest)
- Salzburger Skifferalper (mod nord)

## Bjerge over 3.000 m
- Hocharn 3.254 m
- Schareck 3.123 m
- Grieswies-Schwarzkogel 3.116 m
- Hoher Sonnblick 3.106 m
- Baumbachspitze 3.105 m
- Krumlkeeskopf 3.101
- Roter Mann 3.097 m
- Sandkopf 3.090 m
- Arlthöhe 3.084 m
- Goldbergspitze 3.073 m
- Schneehorn 3.062 m
- Goldzechkopf 3.042 m
- Schlapperebenspitzen 3.021 m
- Weinflaschenkopf 3.008 m
- Ritterkopf 3.006 m
- Noespitze 3.005 m

47°04′00″N 12°56′00″Ø / 47.0667°N 12.9333°Ø